# Алі Буменджель
Алі Буменджель (араб. علي بومنجل; *24 травня 1919 — пом.23 березня †1957) — алжирський революціонер та адвокат.

## Біографія
Народився в Релізані в сім'ї шкільного вчителя, середню освіту здобув у школі в Ларбаа. Завдяки своєму таланту та наполегливій праці Алі Буменджель здобув стипендію та подовжив освіту в Коледжі Дювейр'є в Бліді, де він познайомився з іншими майбутніми діячами алжирської революції, насамперед з Абаном Рамданом, Бенюсефом Бенхедда та Саадом Дахлабом. Потім він вирішив пов'язати свою кар'єру з законом та став журналістом журналу «Егальє», який в той час контролювали інтернаціоналісти на чолі з Ферхатом Аббасом. У 1946 році став членом Об'єднання демократів Алжирського Маніфесту (УДМА), після 1954 року він став, разом з Жаком Вержесом, один з багатьох юристів, які працювали на алжирських націоналістів. У 1955 році Алі Буменджель вступив до Національного Фронту Звільнення (ФЛН) разом зі своїм старим другом Абаном Рамданом, після того, як Рамдан був звільнений з в'язниці. Рамдан порадив Буменджелю змінити своє місце роботи, тому він почав працювати у судовому відділі корпорації Shell, в той же час він продовжив працювати на ФЛН.
Алі Буменджель був заарештований 9 лютого 1957 року і понад місяць зазнавав тортур з боку Поля Ауссарессеса та його людей. 23 березня він був викинутий з шостого поверху будівлі в'язниці; його смерть офіційно кваліфікували як самогубство. Сорок три роки по тому, у 2000 році, Ауссарессес визнав, що Буменджеля було вбито.
У 1999 році Алі Буменджель алжирський Орден за заслуги (посмертно).
Відповідно до рекомендацій звіту історика Бенджаміна Стори про франко-алжирську пам'ять від 2 березня 2021 року Президент Франції Емманюель Макрон визнав, що Алі Буменджель був «закатований і вбитий» французькою армією. Президент прийняв чотирьох онуків Алі Буменджеля, щоб висловити їм визнання від імені Франції вбивства їхнього діда.